# Wechselfeld
Wechselfelder sind in Stärke und Polung wechselnde elektrische oder magnetische Felder, die durch Wechselspannung bzw. -strom hervorgerufen werden.

## Elektrische Wechselfelder
Elektrische Wechselfelder entstehen zwischen Leitern oder (beim Kondensator) Leiterplatten unterschiedlicher Potentiale. Besteht dabei die Isolation aus bestimmten Stoffen, deren Moleküle polarisiert sind, so wechseln diese im Rhythmus der angelegten Frequenz ihre Lage, was besonders bei sehr hohen Frequenzen zu Erwärmung und Energieverlusten führt.

## Magnetische Wechselfelder
Magnetische Wechselfelder werden von wechselstromdurchflossenen Spulen und Leitern (Induktivitäten) erzeugt. Dabei folgt das Magnetfeld zeitverzögert (phasenverschoben) der Höhe und Richtung der angelegten Spannung. Spulen können mit magnetisch leitenden (z. B. Eisen- oder Ferrit-)Kernen bestückt sein, wodurch sich die Felder verstärken, zugleich aber die Induktivität erhöht. Da Wechselfelder in massiven Eisenkernen Wirbelströme verursachen, die Energieverluste und Erwärmung zur Folge haben, werden Kerne für Wechselstromanwendungen aus geschichteten, elektrisch voneinander isolierten Blechen gefertigt.

## Fachliteratur
- Horst Stöcker: Taschenbuch der Physik. 4. Auflage, Verlag Harry Deutsch, Frankfurt am Main, 2000, ISBN 3-8171-1628-4